# Mize, Mississippi
Mize, Mississippi (енгл. Mize) град је у америчкој савезној држави Мисисипи.

## Демографија
По попису из 2010. године број становника је 340, што је 55 (19,3%) становника више него 2000. године.
| Група             | 2000.       | 2010.       |
| Белци             | 276 (96,8%) | 321 (94,4%) |
| Афроамериканци    | 5 (1,8%)    | 6 (1,8%)    |
| Азијати           | 0 (0,0%)    | 0 (0,0%)    |
| Хиспаноамериканци | 3 (1,1%)    | 11 (3,2%)   |
| Укупно            | 285         | 340         |